# Katie Johnson
Bessie Kate Johnson, coneguda com a Katie Johnson (Clayton, Sussex, 18 de novembre de 1878 – Elham, Kent, 4 de maig de 1957), va ser una actriu anglesa.
Va debutar en un escenari el 1894 i en la pantalla gran el 1932. El 1908, es va casar amb l'actor Frank Goodenough Bayly (1873 – 1923, Newcastle upon Tyne.  Es va consagrar el 1955, als 76 anys, amb la seva actuació en El quintet de la mort, que li va merèixer el premi BAFTA el 1956.

## Filmografia[4]
| - After Office Hours (1932) - A Glimpse of Paradise (1934) - Laburnum Grove (1936) - Dusty Ermine (1936) - Sunset in Vienna (1937) - Marigold (1938) - Gaslight (1940) - Freedom Ràdio (1941) - Jeannie (1941) - The Black Sheep of Whitehall (1942) - Talk About Jacqueline (1942) - He Snoops to Conquer (1944) - Tawny Pipit (1944) - Love Letters (1945) | - I See a Dark Stranger (1946) - The Years Between (1946) - Meet Me at Dawn (1947) - The Shop at Sly Corner (1947) - Death of an Angel (1952) - I Believe in You (1952) - Lady in the Fog (1952) - Three Steps in the Dark (1953) - Delavine Affair (1954) - The Rainbow Jacket (1954) - Out of the Clouds (1955) - John and Julie (1955) - El quintet de la mort (The Ladykillers) (1955) - How to Murder a Rich Uncle (1957) |